# Possibilisme

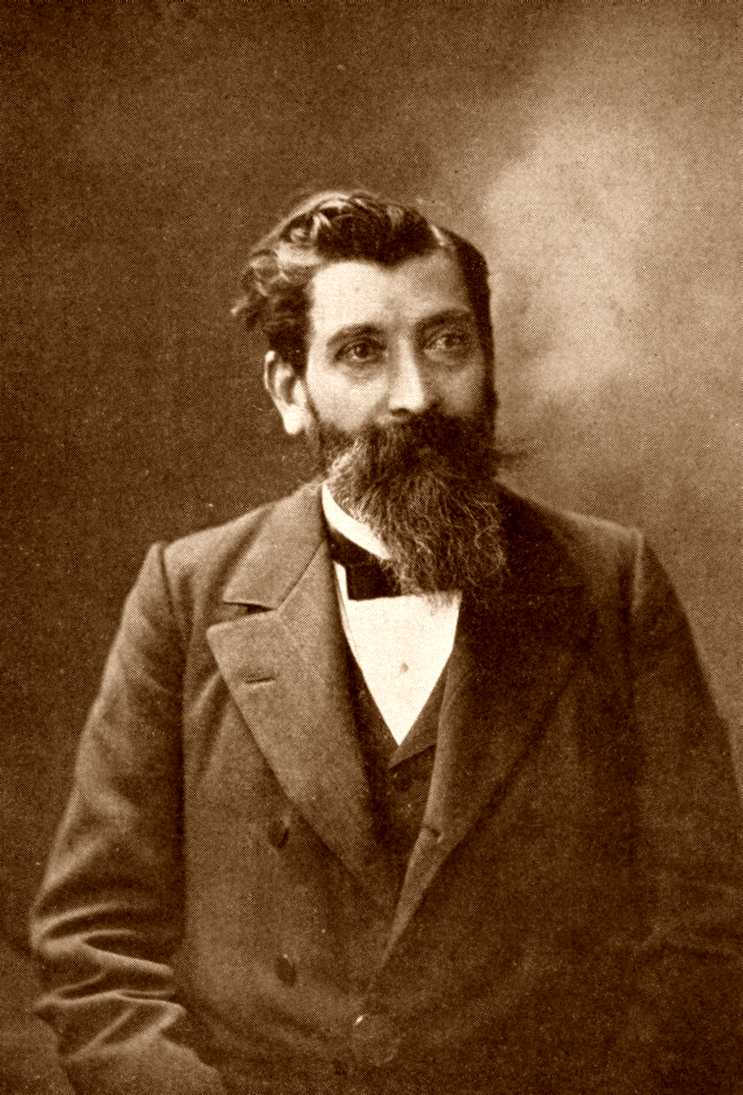
Paul Brousse circa 1900

Het possibilisme was een reformistische socialistische stroming die tussen 1881–1905 een belangrijke rol speelde in Frankrijk. Het possibilisme legde de nadruk op het bereiken van hervormingen in het kapitalisme om de levensomstandigheden van de arbeiders te verbeteren. De grondlegger van het possibilisme was Paul Brousse.

## Geschiedenis
Het possibilisme ontstond in 1881 bij een splitsing in de organisatie Fédération Ouvriers Socialistes de France, omdat de meerderheid rond Paul Brousse tegen het centraliserende beleid van de marxist Jules Guesde was. De marxisten gebruikten het woord “possibilist” als een scheldnaam voor Brousse, maar Brousse nam deze term over als een geuzennaam. De marxisten onder leiding van Jules Guesde traden uit de organisatie.
Brousse beschreef zijn ideeën in het boek La Propriété collective et les services publics. Brousse pleitte voor een uiteindelijke socialistische transformatie van de maatschappij door middel van directe hervormingen. De possibilisten wilden trapsgewijs meer productiemiddelen en sociale voorzieningen in handen van de overheid brengen. Brousse wilde gemeentelijke bakkerijen oprichten zodat mensen goedkoop brood konden kopen. Ook wilde hij gemeentelijke banken oprichten die aan boeren geld zouden uitlenen zodat ze de modernste werktuigen konden kopen.
De meerderheid van de possibilisten wilde het socialisme invoeren door middel van geleidelijke hervormingen. In 1890 splitste de groep rond Jean Allemane zich af van de possibilisten, omdat zij voorstanders waren van een revolutie. De groep rond Allemane gebruikte de naam Parti Ouvrier Socialiste Révolutionnaire.
In 1890 bestonden er vijf socialistische stromingen in Frankrijk, namelijk de possibilisten, marxisten, allemanisten, blanquisten en onafhankelijke socialisten. De regeringsdeelname van de onafhankelijke socialist Alexandre Millerand werd gesteund door de possibilisten, onafhankelijke socialisten en allemanisten. Zij verenigden zich in 1899 in een los verbond genaamd Parti Socialiste français, zonder hun eigen partijorganisaties op te heffen. De Parti Socialiste francais behaalde 37 zetels bij de verkiezingen van 1902 en de ledenpartijen hadden toentertijd gezamenlijk ongeveer 10.000 leden. In 1905 verenigden de possibilisten, marxisten, blanquisten, allemanisten en de onafhankelijke socialisten samen in de partij Section Française de l'Internationale Ouvrière.